# Élection présidentielle bissau-guinéenne de 1999-2000
L'élection présidentielle bissau-guinéenne de 1999-2000 a lieu en Guinée-Bissau le 28 novembre 1999 avec un second tour le 16 janvier 2000. Des Élections législatives ont lieu en même temps que le premier tour.
L'élection se solde par la victoire du chef de l'opposition Kumba Ialá, du Parti du renouveau social (PRS), qui l'emporte sur Malam Bacai Sanhá, du Parti Parti africain pour l'indépendance de la Guinée et du Cap-Vert au pouvoir. C'est la première fois qu'un candidat d'opposition remporte une élection depuis l'indépendance du pays en 1973.

## Résultats
| Candidats                | Candidats                | Partis                                                | Premier tour | Premier tour | Second tour | Second tour |
| Candidats                | Candidats                | Partis                                                | Votes        | %            | Votes       | %           |
| ------------------------ | ------------------------ | ----------------------------------------------------- | ------------ | ------------ | ----------- | ----------- |
|                          | Kumba Ialá               | PRS                                                   | 143 996      | 38,81        | 251 193     | 72,00       |
|                          | Malam Bacai Sanhá        | PAIGC                                                 | 86 724       | 23,37        | 97 670      | 28,00       |
|                          | Faustino Imbali          | Indépendant                                           | 30 484       | 8,22         |             |             |
|                          | Fernando Gomes (en)      | Indépendant                                           | 26 049       | 7,02         |             |             |
|                          | João Tátis Sá            | Indépendant                                           | 24 117       | 6,50         |             |             |
|                          | Aboubacar Balde          | Union nationale pour la démocratie et le progrès (en) | 20 192       | 5,44         |             |             |
|                          | Bubacar Rachid Djalo     | UM                                                    | 12 026       | 3,24         |             |             |
|                          | Joaquim Baldé            | Parti social-démocrate (en)                           | 8 623        | 2,32         |             |             |
|                          | Salvador Tchongó         | RGB-MB                                                | 6 937        | 1,87         |             |             |
|                          | José Catengul Mendes     | FLING                                                 | 5 311        | 1,43         |             |             |
|                          | Mamadú Uri Baldé         | Progress and Renewal Party                            | 3 580        | 0,96         |             |             |
|                          | Antonieta Rosa Gomes     | Forum Civique Guinéen-Démocratie Sociale (en)         | 2 986        | 0,80         |             |             |
|                          |                          |                                                       |              |              |             |             |
| Votes valides            | Votes valides            | Votes valides                                         | 371 025      | 88,46        | 348 863     | 96,48       |
| Votes blancs et nuls     | Votes blancs et nuls     | Votes blancs et nuls                                  | 48 387       | 11,54        | 12 746      | 3,52        |
| Total                    | Total                    | Total                                                 | 419 412      | 100          | 361 609     | 100         |
| Inscrits / participation | Inscrits / participation | Inscrits / participation                              | 503 007      | 83,38        | 503 007     | 71,89       |